# Andriej Kaprałow
Andriej Nikołajewicz Kaprałow; ros. Андрей Николаевич Капралов (ur. 7 października 1980 w Petersburgu) – były rosyjski pływak, specjalizujący się głównie w stylu dowolnym.
Mistrz świata z Barcelony w sztafecie 4 x 100 m stylem dowolnym i wicemistrz z Montrealu w sztafecie 4 x 100 m stylem zmiennym. 4-krotny medalista mistrzostw świata na krótkim basenie z Aten, Moskwy i Indianapolis. 7-krotny medalista mistrzostw Europy. 3-krotny medalista Uniwersjady z Daegu.
3-krotny uczestnik Igrzysk Olimpijskich: z Sydney (10. miejsce na 200 m stylem dowolnym oraz 8. miejsce w sztafecie 4 x 100 i 8. miejsce w sztafecie 4 x 200 dowolnym), Aten (29. miejsce na 50, 7. miejsce na 100 i 16. miejsce na 200 m stylem dowolnym oraz 4. miejsce w sztafetach 4 x 100 m stylem dowolnym i 4 x 100 m stylem zmiennym) oraz Pekinu (9. miejsce w sztafecie 4 x 100 m stylem dowolnym).